# بخش دانمارک، شهرستان واشنگتن، مینه سوتا
بخش دانمارک (به انگلیسی: Denmark Township) یک منطقهٔ مسکونی در ایالات متحده آمریکا است که در شهرستان واشینگتن، مینه‌سوتا واقع شده‌است.
 بخش دانمارک ۷۸٫۸ کیلومتر مربع مساحت و ۱٬۳۴۸ نفر جمعیت دارد و ۲۷۲ متر بالاتر از سطح دریا واقع شده‌است.